# Chester Thompson
Ne pas confondre avec l'autre Chester Thompson, organiste, qui joue entre autres avec le groupe Santana.
Chester Cortez Thompson, né le 11 décembre 1948 à Baltimore, dans le Maryland, est un batteur américain. Il fait ses débuts internationaux dans le groupe de Frank Zappa (1973-1974), avant de se joindre à Weather Report (1975-1976), Santana (1984) et les Bee Gees en tournée en 1989. Il devient le batteur de Genesis dans toutes ses tournées de 1977 à 1992 aux côtés de Phil Collins et à nouveau en 2007. Il accompagne également Collins en concert durant la majeure partie de sa carrière solo.

## Biographie

### Débuts internationaux avec Frank Zappa et Weather Report
Né à Baltimore le 11 décembre 1948, Chester Thompson commence à jouer dans des clubs de la ville à l'âge de 13 ans. Il se fait connaître en tant que musicien de studio avant de participer aux enregistrements et aux tournées de Frank Zappa en 1973 et 1974. Il enregistre notamment avec celui-ci les albums One Size Fits All (où il est nommément cité dans deux chansons, Florentine Pogen et Inca Roads) et Roxy and Elsewhere, alors que You Can't Do That on Stage Anymore, Vol. 2 est le témoignage d'un concert donné à Helsinki en septembre 1974. En compagnie de George Duke, Napoleon Murphy Brock, Ruth Underwood et Tom Fowler, il joue dans une des formations les plus acclamées ayant accompagné Zappa durant ses trois décennies de carrière. En 1975, il rejoint le groupe Weather Report et forme une rythmique beaucoup plus funk avec Alphonso Johnson. Il enregistre dans la foulée l'album Black Market, album qui d'ailleurs dévoile au grand public un nouveau bassiste, Jaco Pastorius. 

### Genesis (1976–2007)

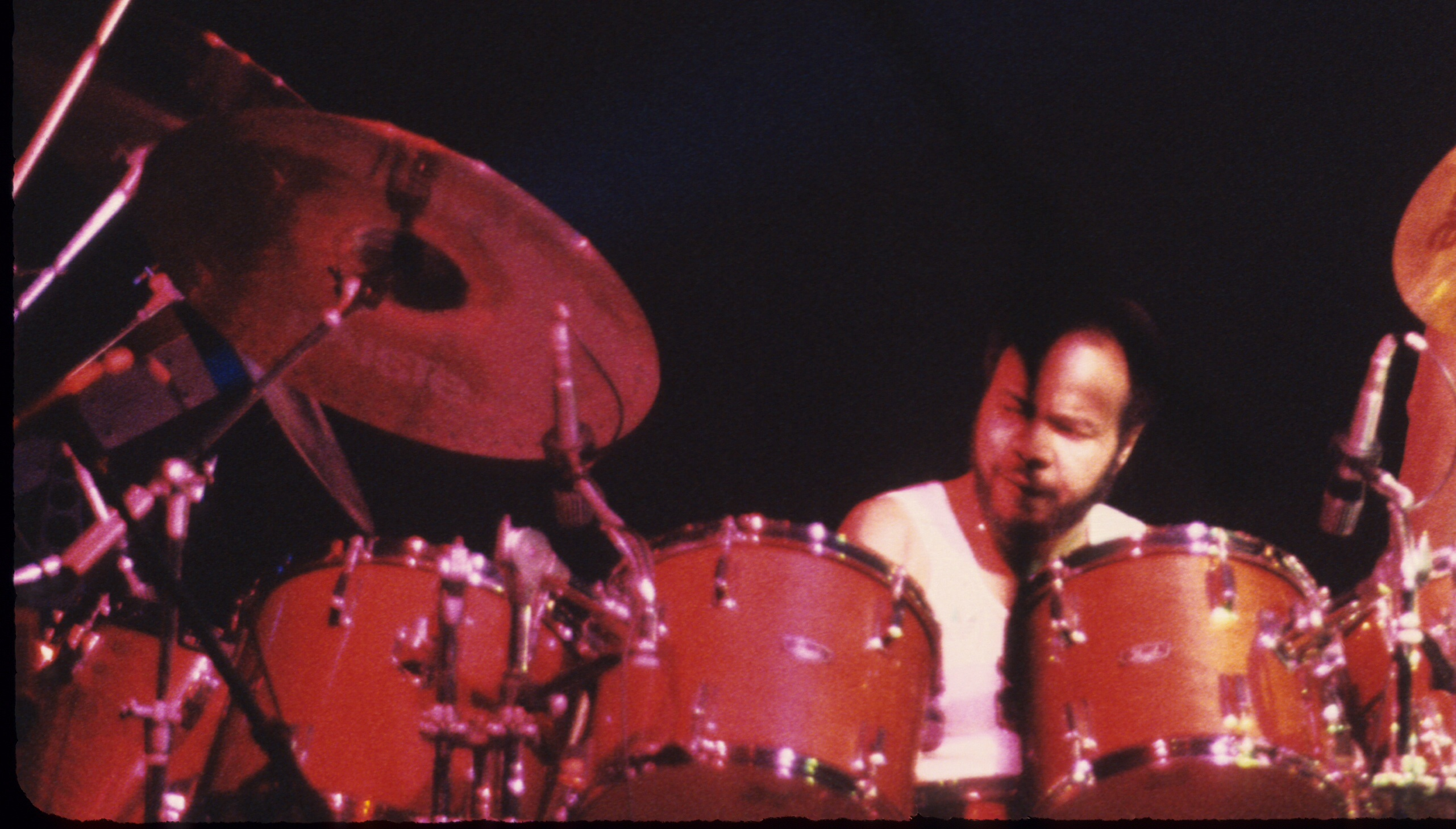
Chester Thompson avec Genesis à Strasbourg en 1981.

Contacté par Phil Collins à la fin de 1976, notamment impressionné par son duo de batteries avec Ralph Humphrey sur la chanson de Frank Zappa More Trouble Everyday , il rejoint le groupe Genesis sans avoir à effectuer d'audition et part en tournée avec lui en remplacement de Bill Bruford, pour assurer les parties de batterie que Collins ne peut pas jouer lorsqu'il chante. Lorsque ce dernier se remet derrière son instrument, le plus souvent sur les parties instrumentales, les deux musiciens se lancent dans des duos de batterie qui font partie des temps forts des concerts de Genesis.
Il devient alors le batteur du groupe pour les tournées de 1977 à 1992 et pour les concerts de la tournée Turn It On Again de 2007. Il est ainsi crédité sur les albums live de Genesis, Seconds Out en 1977, Three Sides Live en 1982, The Way We Walk, Volume One: The Shorts en 1992 et The Way We Walk, Volume Two: The Longs en 1993 ainsi que Live Over Europe en 2007. Chester Thompson gardera une certaine amertume de n'être resté qu'un musicien accompagnateur du groupe durant toutes ces années, et de ne jamais avoir joué sur ses albums studio
Il collabore aussi avec Phil Collins en tournée durant sa carrière solo entre 1982 et 2005, sauf pour les tournées de 1993-1994, et de 1997, remplacé par Ricky Lawson. Il apparaît ainsi sur les albums live Serious Hits... Live! de 1990, et Finally... The First Farewell Tour de 2004, et les DVD tirés de ces tournées. 
Entretemps, Chester a joué de la batterie avec Santana en 1984 et est crédité sur l'album Beyond Appearances avec Chester D. Thompson aux claviers.
Chester Thompson accompagne aussi d'anciens membres de Genesis sur disques et en tournées, comme Steve Hackett sur Please Don't Touch (1978), Watcher of the Skies: Genesis Revisited (1996) et The Tokyo Tapes, sorti en 1998 avec John Wetton et Ian McDonald, puis sur l'album de Tony Banks, A Curious Feeling (1979). En 1989, il part en tournée avec les Bee Gees pour leur tournée mondiale One for All World Tour en soutien à leur album One (1989). 
À la fin des années 1990, Thompson commence à tourner avec le guitariste de jazz Denny Jiosa. En 1999, il sort son premier album solo, A Joyful Noise. En 2001, Thompson visite la Corée en compagnie du chanteur et chef de culte Ron Kenoly. En janvier 2002, Thompson joue lors du premier concert de charité de la Little Dreams Foundation de Phil Collins.
Mais Chester Thompson se brouille durablement avec Phil Collins, lors de sa tournée 2010 où il donne quelques concerts en reprenant les morceaux de Motown pour promouvoir son album Going Back. En effet, le batteur américain ne s'est pas suffisamment préparé pour interpréter ces chansons, Collins est de mauvaise humeur et l'insulte devant tout le monde en répétition. Puis un concert à Montreux le 1er juillet 2010 se passe mal. Depuis, ils ne se parlent plus. Cela explique notamment pourquoi il n'est pas de la dernière tournée de Genesis, The Last Domino? Tour en 2021 (à l'inverse de l'autre collaborateur de longue date de Genesis à la guitare et à la basse, Daryl Stuermer), où c'est logiquement le fils de Phil âgé de 20 ans, Nicholas, qui joue avec le groupe.

### Carrière solo (depuis 2007)
Thompson enseigne la batterie à la Belmont University de Nashville depuis 1998, et suit également des cours de composition et d’organisation à l’université. En 2008, il est « à deux classes » de l'obtention d'un diplôme. Il est instructeur auxiliaire à son école de musique. En 2008, Thompson reçoit le prix Lifetime Achievement Award à la 32e convention internationale de la Percussive Arts Society.
En 2011, Thompson forme son groupe de jazz, le Chester Thompson Trio, avec le pianiste Joe Davidian et le bassiste Mike Rinne. Ils jouent d'abord ensemble dans le cadre de la section rythmique du Nashville Trombone Festival, suivie d'une résidence hebdomadaire au Commodore Lounge pendant plus d'un an. Ils sortent deux albums : Approved en 2013, et Simpler Times en 2015.

## Style musical
Le style de Chester Thompson, considéré comme un batteur hors pair, s'inspire à la fois du jazz et du rhythm and blues, mais sa technique lui permet de s'adapter à des mesures inhabituelles (par exemple sur les albums de Zappa) aussi bien qu'à un répertoire pop rock plus classique comme Phil Collins par exemple.

## Équipement
Thompson joue sur des batteries Ludwig (entre 1970-mars 1977), Pearl (avril 1977-juillet 1987) et Sonor (1990-1999), et les cymbales Paiste (1970-1990) ; il joue sur des batteries DW depuis 2000 et sur des cymbales Sabian depuis 1990. Il utilise des peaux Remo, des percussions Meinl, des racks Gibraltar et possède ses propres baguettes Signature, chez Regaltip.

## Discographie

### Album studios

#### En solo
- 1991 : A Joyful Noise
- 2019 : Steppin'

#### The Chester Thompson Trio
- 2013 : Approved
- 2015 : Simpler times

### Participations

#### Frank Zappa
- 1974 : Roxy and Elsewhere
- 1975 : One Size Fits All
- 1975 : Bongo Fury
- 1978 : Studio Tan
- 1979 : Sleep Dirt
- 1988 : You Can't Do That on Stage Anymore, Vol. 2

#### Weather Report
- 1976 : Black Market

#### Air Pocket
- 1976 : Fly On
- 1985 : Hunter
- 1988 : Breakfast for Dinosaurs

#### Genesis
- 1977 : Seconds Out
- 1982 : Three Sides Live
- 1992 : The Way We Walk, Volume One: The Shorts
- 1993 : The Way We Walk, Volume Two: The Longs
- 2007 : Live Over Europe

#### Steve Hackett
- 1978 : Please Don't Touch
- 1996 : Watcher of the Skies: Genesis Revisited
- 1998 : The Tokyo Tapes

#### Flora Purim
- 1978 : Everyday, Everynight. Joue sur deux chansons.

#### Tony Banks
- 1979 : A Curious Feeling

#### Ahmad Jamal
- 1980 : Night Song

#### Santana
- 1985 : Beyond Appearances

#### Fire Merchants
- 1989 : Fire Merchants

#### Phil Collins
- 1990 : Serious Hits... Live!
- 2004 : Finally... The First Farewell Tour

#### Chris Catena
- 2004 : Freak Out